# Otradnoje (rejon słancewski)
Otradnoje (ros. Отрадное) – wieś w Rosji, w obwodzie leningradzkim, w rejonie słancewskim, na prawym brzegu Narwy. Według danych z 2017 roku zamieszkiwana przez 48 osób.